# Camilla Henemark
 (février 2014).
Si vous disposez d'ouvrages ou d'articles de référence ou si vous connaissez des sites web de qualité traitant du thème abordé ici, merci de compléter l'article en donnant les références utiles à sa vérifiabilité et en les liant à la section « Notes et références ».
Camilla Henemark, plus connue sous le pseudonyme « La Camilla », est un ancien mannequin, chanteuse, actrice et femme politique suédoise, plus connue pour avoir fait partie du groupe Army of Lovers.

## Biographie
Née d'un père nigérian et d'une mère suédoise, Camilla Henemark commence sa carrière en tant que mannequin. Elle reçoit alors un diagnostic de trouble déficitaire de l’attention avec hyperactivité (TDAH) et de syndrome d’Asperger. En 1985, elle rejoint Alexander Bard pour le projet Barbie Katanga. Avec l'arrivée de Jean-Pierre Barda, le trio se renomme Army of Lovers. Au bout de quelques années de collaboration, La Camilla décide de quitter le groupe pour se consacrer à sa carrière solo, qui est un échec commercial.
En 2000, La Camilla réintégre le groupe Army of Lovers pour l'album des retrouvailles.
Une rumeur lui prête une liaison avec le roi de Suède Carl XVI Gustaf à la fin des années 1990.
Elle fait partie du Parti social-démocrate suédois et elle a des opinions affirmées[Lesquelles ?] sur le droit des homosexuels et sur le sexe[réf. nécessaire].